# Atiq Rahimi
Pour les articles homonymes, voir Rahimi.
Œuvres principales
Terre et Cendres (2000)
Terre et Cendres (film) (2004)
Syngué sabour. Pierre de patience (2008)
Syngué sabour. Pierre de patience (film) (2012)
Les Porteurs d'eau (2019)
Notre-Dame du Nil (film) (2019)
Atiq Rahimi (dari : عتيق رحيمي), né le 26 février 1962 à Kaboul, Afghanistan, est un romancier et réalisateur de double nationalité française et afghane. Il a reçu le prix Goncourt le 10 novembre 2008 pour son roman Syngué sabour. Pierre de patience.
En 2012, il est président du jury international de la 18e édition du festival international des cinémas d'Asie de Vesoul.

## Biographie
Atiq Rahimi vit la guerre d'invasion soviétique en Afghanistan, qui débute en 1979. En 1984, il se réfugie au Pakistan.
Après avoir demandé l'asile politique à la France, accordé en 1984, il obtient son doctorat en audiovisuel à la Sorbonne.
En 1989, son frère, communiste, resté en Afghanistan, est assassiné, mais Atiq Rahimi n'apprend sa mort qu'un an plus tard.
En 2000, il édite son premier roman, Terre et Cendres. Il l'adapte au cinéma en réalisant son premier long-métrage de fiction, Terre et Cendres, coécrit avec le cinéaste iranien Kambuzia Partovi présenté dans la section « Un certain regard » au Festival de Cannes 2004, où il obtient le prix Regard vers l'avenir. Dix ans plus tard, en 2011, il adapte Terre et Cendres également en livret pour l'Opéra national de Lyon.
Entre-temps, il sort un deuxième roman, Les Mille Maisons du rêve et de la terreur, publié en 2002, et réalise deux documentaires, Nous avons partagé le pain et le sel et Afghanistan, un État impossible ?.
En 2005, sort son troisième roman, Le Retour imaginaire, suivi en 2008 par Syngué sabour. Pierre de patience, un huis clos entre un soldat afghan dans le coma et sa femme qui le veille et qui s'ouvre à la parole jusqu'à la rage. Contrairement à ses trois premiers romans écrits en persan, Syngué sabour est directement écrit en français, ce que Rahimi explique par le contenu : « Il me fallait une autre langue que la mienne pour parler des tabous »[réf. nécessaire]. Il est récompensé par le prix Goncourt le 10 novembre 2008.
En 2011, il adapte ce roman avec l'écrivain et scénariste français Jean-Claude Carrière. Le long-métrage, également intitulé Syngué sabour. Pierre de patience, sa deuxième fiction pour le cinéma, sort le 20 février 2013.
En 2012, il est président du jury international de la 18e édition du festival international des cinémas d'Asie de Vesoul.
En 2022, son livret Shirine, d'après le poème Khosrow et Chirine du poète perse Nizami Ganjavi (XIIe siècle), est mis en musique par Thierry Escaich à l'Opéra national de Lyon.
Il invente la callimorphie, un art graphique entre dessin et calligraphie persane et japonaise. Ses œuvres ont été exposées pour la première fois en 2014 par Anne-Dominique Toussaint à La Galerie Cinéma et à New-York, et au Salon d’automne de Paris.
Il définit ainsi sa croyance religieuse : « Je suis bouddhiste parce que j'ai conscience de ma faiblesse, je suis chrétien parce que j'avoue ma faiblesse, je suis juif parce que je me moque de ma faiblesse, je suis musulman parce que je condamne ma faiblesse, je suis athée si Dieu est tout puissant. »
La section Asie de l'Office français de protection des réfugiés et apatrides porte son nom, comme toutes les sections portent le nom d'un homme ou d'une femme à qui a été accordé le statut de réfugié.
En 2023, il est membre du jury au Festival de Cannes sous la présidence de Ruben Östlund.

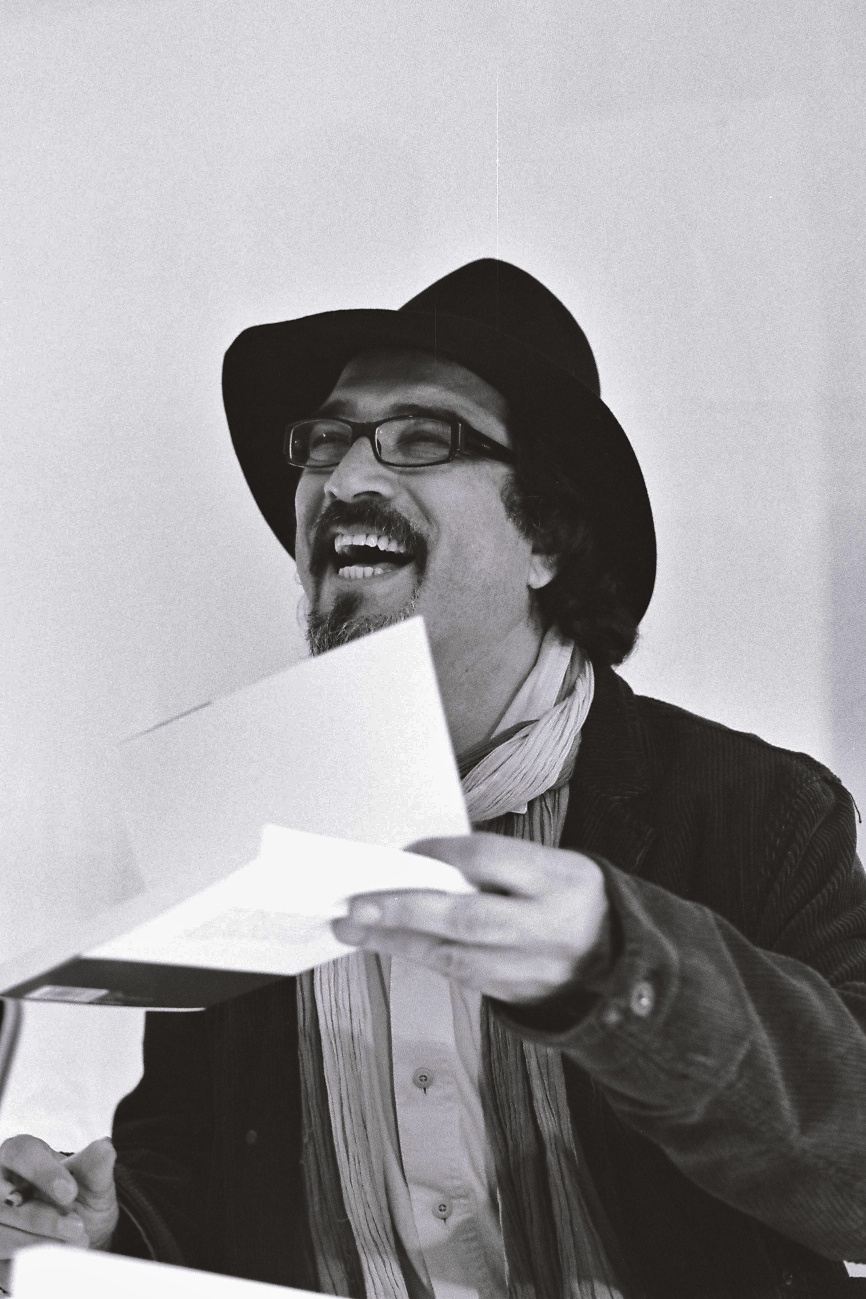
Atiq Rahimi au salon du livre Radio France en 2011.
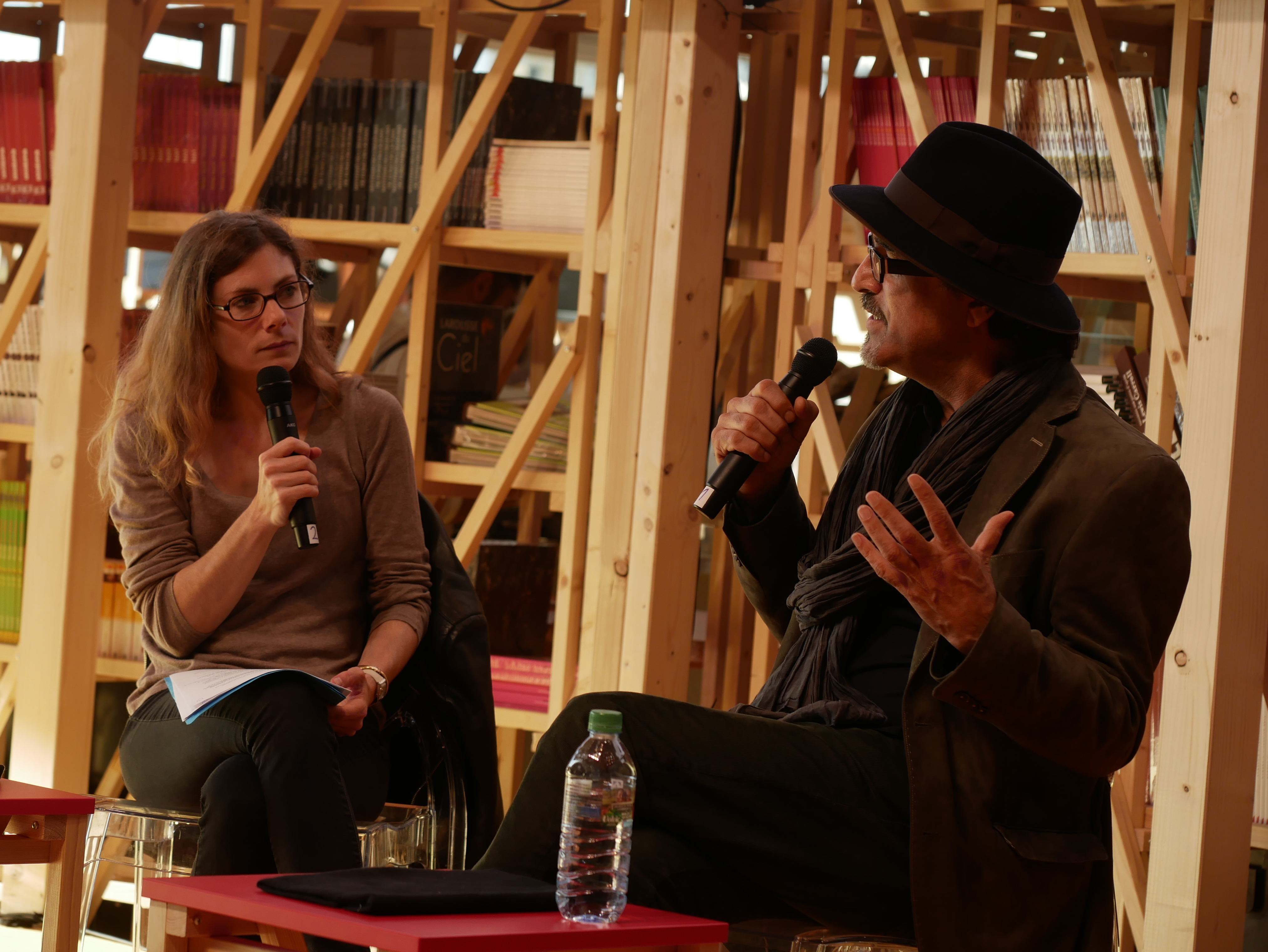
Atiqu Rahimi lors de la Foire du livre de Francfort 2017 dans l'emission Masterclasse de France Culture.
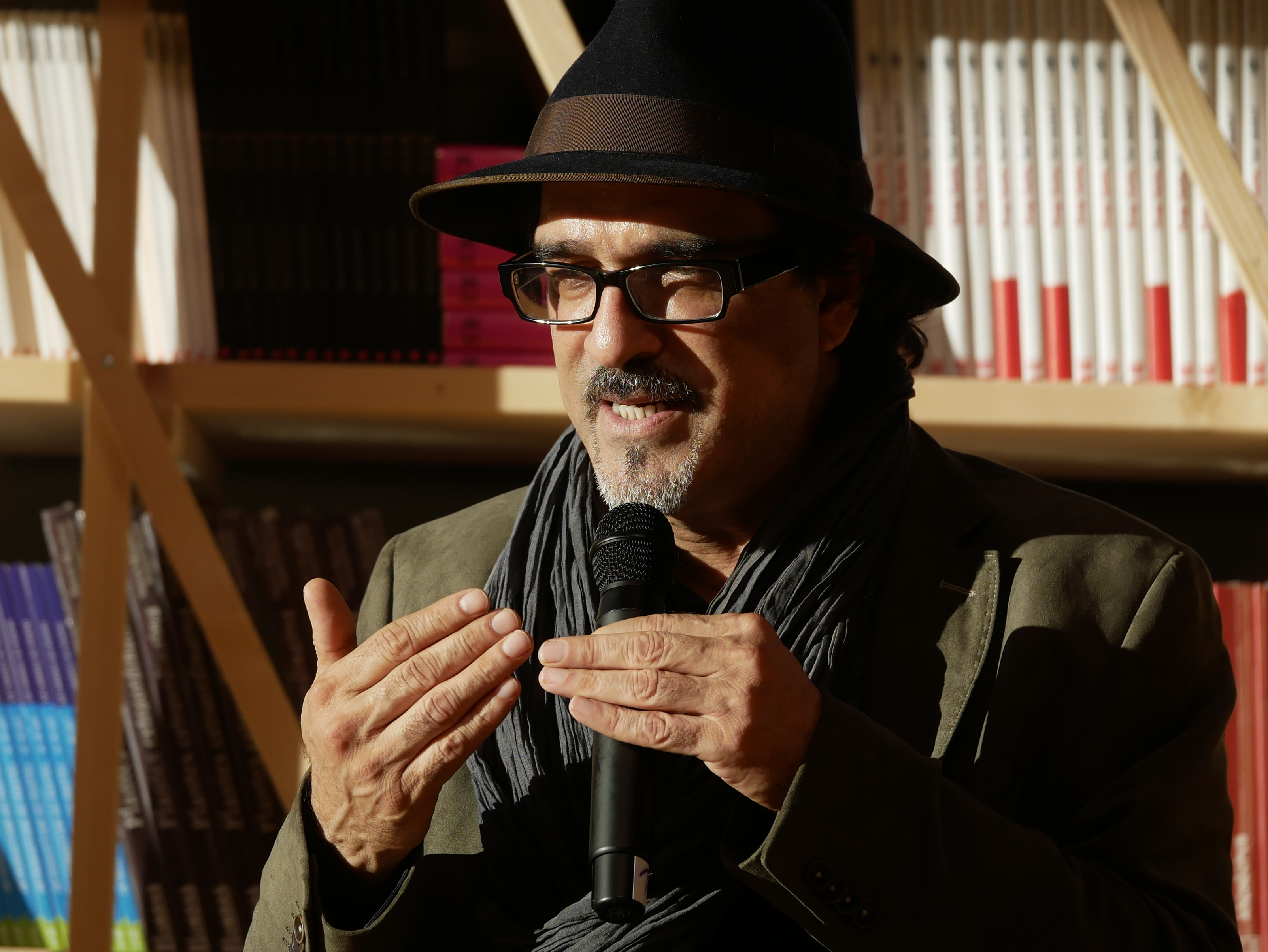
Atiqu Rahimi lors de la Foire du livre de Francfort 2017 dans l'emission Masterclasse de France Culture.

## Œuvres

### Littérature
- Terre et Cendres [« Khâkestar-o-khâk »] (trad. Sabrina Nouri), Paris, P.O.L, 2000.
- Les Mille Maisons du rêve et de la terreur (trad. Sabrina Nouri), Paris, P.O.L, 2002.
- Le Retour imaginaire (trad. Sabrina Nouri), Paris, P.O.L, 2005.
- Syngué sabour. Pierre de patience, Paris, P.O.L, 2008, 154 p. (ISBN 978-2-84682-277-0).
- Maudit soit Dostoïevski, Paris, P.O.L, 2011.
- La Ballade du calame. Portrait intime. Paris, éd. L'Iconoclaste, 2015.
- Compte comme moi, Paris, Actes Sud Jeunesse, 2015
- Dessine-moi un dieu, Paris, Actes Sud Jeunesse, 2017
- Les Porteurs d'eau, Paris, P.O.L, 2019
- L'invité du miroir, Paris, P.O.L, 2020
- Si seulement la nuit, (de Alice et Atiq Rahimi), Paris, P.O.L, 2022
- Mehsti, Paris, Calmann-Lévy, 2023

### Filmographie
- 1998 : A chacun son journal (documentaire co-réalisé avec Vassili Silovic, Arte)
- 2000 : Zaher Shah, Le Royaume de l'exil (documentaire, Arte)
- 2001 : Nous avons partagé le pain et le sel (documentaire)
- 2002 : Afghanistan, un État impossible ? (documentaire)
- 2004 : Terre et Cendres (Khâkestar-o-khâk)
- 2012 : Syngué sabour. Pierre de patience
- 2019 : Notre-Dame du Nil
- 2022 : Hadam, d’un même souffle (fiction court-métrage, Musée Guimet)

### Opéra
- 2011 : Terre et Cendres, livret écrit par Atiq Rahimi pour l'Opéra national de Lyon.
- 2022 : Shirine, livret écrit par Atiq Rahimi et mis en musique par Thierry Escaich pour l'Opéra national de Lyon.

### Autres
- 2011 : pour France Culture, il produit cinq épisodes de l'émission de radio Les Grandes Traversées consacrées à l'Afghanistan[8]

## Récompenses et distinctions
- Commandeur de l'ordre des Arts et des Lettres (2021)[9]

### Prix littéraires
- 2008 : prix Goncourt pour Syngué sabour. Pierre de patience
- 2016 : docteur honoris causa de l'université de Rouen

### Prix cinématographiques
- 2004 : Festival de Cannes : Prix Regard vers l'avenir pour Terre et Cendres
- 2004 : Festival international des jeunes réalisateurs de Saint-Jean-de-Luz : Prix du meilleur réalisateur pour Terre et Cendres
- 2004 : Festival international du film de Flandre-Gand : Grand Prix du meilleur réalisateur.
- 2012 : Festival international des jeunes réalisateurs de Saint-Jean-de-Luz : Prix du meilleur film pour Syngué sabour. Pierre de patience
- 2020: Festival du film de Giffoni : Gryphon Award - Prix du meilleur Film pour Notre-Dame du Nil
- 2020 : Berlinale, Ours de cristal - Prix du meilleur Film pour Notre-Dame du Nil